# Destruction: Los Angeles
Destruction: Los Angeles ist ein Katastrophenfilm von Tibor Takács aus dem Jahr 2017.

## Handlung
In der Nähe der Metropole Los Angeles bricht ein Vulkan aus, worauf eine fatale Explosion und ein starkes, plötzlich eintretendes Erdbeben folgen. Schließlich erschüttert ein Feuerregen die Stadt, und so bricht das komplette Chaos aus. Der Familienvater und Journalist John Benson sieht seine berufliche Chance gekommen: Er will so detailliert wie möglich über die Ereignisse schreiben, um journalistisch den Durchbruch zu schaffen. Deswegen untersucht er die zunehmende seismische Aktivität um die Stadt.
Allerdings ist er außerdem bemüht, seine Frau Cathy und die beiden gemeinsamen Kinder Derek und Brooke in Sicherheit zu bringen, und steht mehr als einmal vor dem Konflikt zwischen einer herausragenden Reportage und dem Schutz und der Sicherheit seiner jungen Familie.

## Kritik
„Durchweg konventioneller Katastrophenfilm mit allen melodramatischen und actionträchtigen Klischees des Genres. Lustlos auch in der Behandlung des Nebenplots um die Figur des Reporters zwischen Sensationsbegierde und Verantwortung.“

„L. A. brennt – der Film hat leider überlebt.“

TV Spielfilm kritisiert die einfallslose Geschichte mit billigen Effekten, die eher Komik als Panik auslösen. Spöttisch wird Regisseur Takács als Trash-Spezialist betitelt.
Auf Rotten Tomatoes erhielt der Film eine Wertung von 89 % bei über 250 Bewertungen.